# Saison 2015 de la NFL
Navigation
Édition précédente Édition suivante
La saison 2015 de la NFL est la 96e saison de la National Football League (NFL), la ligue principale d'équipes professionnelles de football américain aux États-Unis regroupant 32 franchises.
La NFL est organisée en deux conférences distinctes depuis sa fusion avec sa rivale, l'American Football League en 1970 : la National Football Conference (NFC) et l'American Football Conference (AFC). Ces deux conférences sont subdivisées en quatre divisions de 4 équipes chacune : Est, Ouest, Nord et Sud.
Chaque franchise dispute 16 matchs en 17 semaines lors de la saison régulière qui débute le 4 septembre 2015 et se termine le 3 janvier 2016. Suit alors une phase de playoffs opposant les 6 meilleures équipes de la saison régulière dans chaque conférence et qui débute le 9 janvier 2016 pour mener à la finale entre les deux champions de chaque conférence, le Super Bowl 50, qui se dispute le 7 février 2016 au Levi's Stadium de Santa Clara, Californie.

## Pré-saison

### Draft
La Draft 2015 de la NFL a eu lieu entre le 30 avril et le 2 mai 2015 à l'Auditorium Building de Chicago. 256 joueurs y ont été recrutés.
Jameis Winston (QB des Seminoles de Florida State) a été recruté à la première place au total par les Buccaneers de Tampa Bay.
Marcus Mariota, vainqueur du Trophée Heisman en 2015, a été recruté à la deuxième place au total par les Titans du Tennessee.

### Nouveaux stades
Les Vikings du Minnesota jouent leur seconde saison au TCF Bank Stadium (le stade de l'Université du Minnesota) pendant la construction de leur nouvelle enceinte (l'U.S. Bank Stadium) sur le site de l'ancien stade.

### Changement de règles majeurs
- Introduction d'un temps mort médical, quand un joueur semble désorienté ou présentant des symptômes de commotion.
- Un receveur éligible qui se déclare comme inéligible doit se positionner dans la « tackle box », c’est-à-dire entre les offensive linemen et non dans le slot. Cette modification fait suite au match de playoff de la saison précédente entre les Patriots et Ravens.
- La NFL recule la ligne de snap de l'extra point à 15 yards. Le snap des conversions à deux points reste inchangé (2 yards), néanmoins désormais la défense pourra marquer 2 points en cas de retour de fumble, interception ou transformation au pied bloquée dans l'end zone adverse.

### Changements d'entraîneur

#### Avant la saison
Chez les Falcons d'Atlanta, Mike Smith est remplacé par Dan Quinn.
Chez les Bills de Buffalo, Doug Marrone est remplacé par Rex Ryan, qui est remplacé par Todd Bowles chez les New York Jets.
Chez les Bears de Chicago, Marc Trestman est remplacé par John Fox, qui est remplacé par Gary Kubiak chez les Broncos de Denver.
Chez les Raiders d'Oakland, Tony Sparano, en intérim après le départ de Dennis Allen, est remplacé par Jack Del Rio.
Chez les 49ers de San Francisco, Jim Harbaugh est remplacé par Jim Tomsula, qui tient un an.
Chez les Broncos de Denver, John Fox est remplacé, avec son accord, par Gary Kubiak qui accepte le poste le 19 janvier 2015. Kubiak avait été entraîneur principal des Texans de Houston de 2006 à 2013 et coordinateur offensif des Ravens de Baltimore lors de la saison 2014.
Chez les Jets de New York, Rex Ryan est remercié le 29 décembre 2014. Il est remplacé le 14 janvier 2015 par Todd Bowles lequel était coordinateur défensif des Cardinals de l'Arizona depuis 2013. Il avait au préalable été entraîneur principal par intérim des Dolphins de Miami en 2011.

#### Pendant la saison
Chez les Dolphins de Miami, Joe Philbin est remplacé après 4 matchs et pour le reste de la saison régulière par Dan Campbell qui y était entraîneur des Tight end.
Chez les Titans du Tennessee, Ken Whisenhunt est remplacé par Mike Mularkey après 7 matchs de saison régulière (1 victoire pour 6 défaites consécutives). Mularkey était l'entraîneur des Tight end de l'équipe. Auparavant, il avait entraîneur principal pendant deux ans chez les Bills de Buffalo (en 2004 et 2005), et une année chez les Jaguars de Jacksonville (en 2012).
Chez les Eagles de Philadelphie, Chip Kelly est viré dès que l'équipe est mathématiquement éliminée de la course aux playoffs.  Pat Shurmur, qui était le coordinateur offensif des Eagles, le remplace en intérim jusqu'à la fin de saison. Il avait au préalable été entraîneur chez les Browns de Cleveland en 2011 et 2012.

## Calendrier
La saison se compose de 256 matchs de saison régulière avant les playoffs, répartis sur 17 semaines. Chaque équipe joue 16 matchs de saison régulière sur 17 semaines avec une semaine de repos. Les équipes jouent à deux reprises leurs trois adversaires de conférence sur des matchs aller-retour et affrontent une seule fois les quatre adversaires d'une autre division de la même conférence et quatre autres d'une division de l'autre conférence selon un calendrier préétabli (voir plus bas). Elles affrontent aussi une équipe de chacune des deux autres divisions (ayant fini la saison dernière à la même place dans leur division).

### Matchs intra-conférence
- AFC Est - AFC Sud
- AFC Nord - AFC Ouest
- NFC Est - NFC Sud
- NFC Nord - NFC Ouest

### Matchs inter-conférence
- AFC Est - NFC Est
- AFC Ouest - NFC Nord
- AFC Nord - NFC Ouest
- AFC Sud - NFC Sud

### Série internationale
3 matchs ont lieu à Londres au stade de Wembley en 2015 dans le cadre de la série internationale.
- Le 4 octobre 2015 : les Dolphins de Miami reçoivent les Jets de New York
- Le 25 octobre 2015 : les Jaguars de Jacksonville reçoivent les Bills de Buffalo
- Le 1er novembre 2015 : les Chiefs de Kansas City reçoivent les Lions de Detroit

## Classement de la saison régulière
| z   | Champion de division dispensé de wild-card |
| y   | Champion de division                       |
| w   | Non champion de division, wild-card        |
| *   | Avantage du terrain pendant les playoffs   |
| x   | Qualifié pour les playoffs                 |
| (-) | Numéro de tête de série pour les playoffs  |

| Franchise                                | V  | D  | N | PCT  | DIV | CONF | PM  | PE  |
| ---------------------------------------- | -- | -- | - | ---- | --- | ---- | --- | --- |
| (2) Patriots de la Nouvelle-Angleterre z | 12 | 4  | 0 | 75   | 4-2 | 9-3  | 465 | 315 |
| Jets de New York                         | 10 | 6  | 0 | 62,5 | 3-3 | 7-5  | 387 | 292 |
| Bills de Buffalo                         | 8  | 8  | 0 | 50   | 3-3 | 7-5  | 379 | 359 |
| Dolphins de Miami                        | 6  | 10 | 0 | 37,5 | 1-5 | 4-8  | 310 | 389 |

| Franchise                    | V | D  | N | PCT  | DIV | CONF | PM  | PE   |
| ---------------------------- | - | -- | - | ---- | --- | ---- | --- | ---- |
| (4) Redskins de Washington y | 9 | 7  | 0 | 56,3 | 4-2 | 8-4  | 388 | 379  |
| Eagles de Philadelphie       | 7 | 9  | 0 | 43,8 | 3-2 | 4-8  | 377 | 3430 |
| Giants de New York           | 6 | 10 | 0 | 37,5 | 2-4 | 4-8  | 420 | 442  |
| Cowboys de Dallas            | 4 | 12 | 0 | 25   | 3-3 | 3-9  | 275 | 374  |

| Franchise                    | V  | D  | N | PCT  | DIV | CONF | PM  | PE  |
| ---------------------------- | -- | -- | - | ---- | --- | ---- | --- | --- |
| (3) Bengals de Cincinnati y  | 12 | 4  | 0 | 75   | 5-1 | 9-3  | 419 | 279 |
| (6) Steelers de Pittsburgh w | 10 | 6  | 0 | 62,5 | 3-3 | 7-5  | 423 | 319 |
| Ravens de Baltimore          | 5  | 11 | 0 | 31,3 | 3-3 | 4-8  | 328 | 401 |
| Browns de Cleveland          | 3  | 13 | 0 | 18,8 | 1-5 | 2-10 | 278 | 432 |

| Franchise                  | V  | D  | N | PCT  | DIV | CONF | PM  | PE  |
| -------------------------- | -- | -- | - | ---- | --- | ---- | --- | --- |
| (3) Vikings du Minnesota y | 11 | 5  | 0 | 68,8 | 5-1 | 8-4  | 365 | 302 |
| (5) Packers de Green Bay w | 10 | 6  | 0 | 62,5 | 3-3 | 7-5  | 368 | 323 |
| Lions de Detroit           | 7  | 9  | 0 | 43,8 | 3-3 | 6-6  | 358 | 400 |
| Bears de Chicago           | 6  | 10 | 0 | 37,5 | 1-5 | 3-9  | 335 | 397 |

| Franchise               | V | D  | N | PCT  | DIV | CONF | PM  | PE  |
| ----------------------- | - | -- | - | ---- | --- | ---- | --- | --- |
| (4) Texans de Houston y | 9 | 7  | 0 | 56,3 | 5-1 | 7-5  | 339 | 323 |
| Colts d'Indianapolis    | 8 | 8  | 0 | 50   | 4-2 | 6-6  | 333 | 408 |
| Jaguars de Jacksonville | 5 | 11 | 0 | 31,3 | 2-4 | 5-7  | 376 | 448 |
| Titans du Tennessee     | 3 | 13 | 0 | 18,8 | 1-5 | 1-11 | 299 | 423 |

| Franchise                      | V  | D  | N | PCT  | DIV | CONF | PM  | PE  |
| ------------------------------ | -- | -- | - | ---- | --- | ---- | --- | --- |
| (1) Panthers de la Caroline z* | 15 | 1  | 0 | 93,8 | 5-1 | 11-1 | 500 | 308 |
| Falcons d'Atlanta              | 8  | 8  | 0 | 50   | 1-5 | 5-7  | 339 | 345 |
| Saints de La Nouvelle-Orléans  | 7  | 9  | 0 | 43,8 | 3-3 | 5-7  | 408 | 476 |
| Buccaneers de Tampa Bay        | 6  | 10 | 0 | 37,5 | 3-3 | 5-7  | 342 | 417 |

| Franchise                   | V  | D  | N | PCT  | DIV | CONF | PM  | PE  |
| --------------------------- | -- | -- | - | ---- | --- | ---- | --- | --- |
| (1) Broncos de Denver z*    | 12 | 4  | 0 | 75   | 4-2 | 8-4  | 355 | 296 |
| (5) Chiefs de Kansas City w | 11 | 5  | 0 | 68,8 | 5-1 | 10-2 | 405 | 287 |
| Raiders d'Oakland           | 7  | 9  | 0 | 43,8 | 3-3 | 7-5  | 359 | 399 |
| Chargers de San Diego       | 4  | 12 | 0 | 25   | 0-6 | 3-9  | 320 | 398 |

| Franchise                    | V  | D  | N | PCT  | DIV | CONF | PM  | PE  |
| ---------------------------- | -- | -- | - | ---- | --- | ---- | --- | --- |
| (2) Cardinals de l'Arizona z | 13 | 3  | 0 | 81,3 | 4-2 | 10-2 | 489 | 313 |
| (6) Seahawks de Seattle w    | 10 | 6  | 0 | 62,5 | 3-3 | 7-5  | 423 | 277 |
| Rams de Saint-Louis          | 7  | 9  | 0 | 43,8 | 4-2 | 6-6  | 280 | 330 |
| 49ers de San Francisco       | 5  | 11 | 0 | 31,3 | 1-5 | 4-8  | 238 | 387 |

## Playoffs
À l'issue de la saison régulière, dans chaque conférence, six équipes sont qualifiées pour les playoffs (matchs d'après-saison) : les quatre champions de division et les deux meilleures équipes non-championnes. L'avantage du terrain est donné aux champions de division pour le tour de wild card ; aux deux meilleurs champions de division pour la demi-finale.

### Tableau du tour final
|  | Tour des wild-cards | Tour des wild-cards | Tour des wild-cards |                     |             | Playoffs de Division | Playoffs de Division | Playoffs de Division |    |  | Finales de Conférence | Finales de Conférence | Finales de Conférence |    |  | Super Bowl 50 | Super Bowl 50 | Super Bowl 50 |
|  |                     |                     |                     |                     |             |                      |                      |                      |    |  |                       |                       |                       |    |  |               |               |               |
|  | 5                   | Green Bay           | 35                  |                     |             |                      |                      |                      |    |  |                       |                       |                       |    |  |               |               |               |
|  | 4                   | Washington          | 18                  |                     |             |                      |                      |                      |    |  |                       |                       |                       |    |  |               |               |               |
|  | 4                   | Washington          | 18                  |                     | 5           | Green Bay            | 20                   |                      |    |  |                       |                       |                       |    |  |               |               |               |
|  |                     |                     |                     |                     | 5           | Green Bay            | 20                   |                      |    |  |                       |                       |                       |    |  |               |               |               |
|  |                     |                     | 2                   | Arizona             | 26*         |                      |                      |                      |    |  |                       |                       |                       |    |  |               |               |               |
|  |                     |                     | 2                   | Arizona             | 26*         |                      |                      |                      |    |  |                       |                       |                       |    |  |               |               |               |
|  |                     |                     |                     |                     |             |                      |                      |                      |    |  |                       |                       |                       |    |  |               |               |               |
|  |                     |                     |                     |                     |             |                      |                      |                      |    |  |                       |                       |                       |    |  |               |               |               |
|  |                     |                     |                     |                     |             |                      | 2                    | Arizona              | 15 |  |                       |                       |                       |    |  |               |               |               |
|  | NFC                 |                     |                     |                     |             |                      | 2                    | Arizona              | 15 |  |                       |                       |                       |    |  |               |               |               |
|  |                     | 1                   | Caroline            | 49                  |             |                      |                      |                      |    |  |                       |                       |                       |    |  |               |               |               |
|  | 6                   | 1                   | Caroline            | 49                  | Seattle     | 10                   |                      |                      |    |  |                       |                       |                       |    |  |               |               |               |
|  | 6                   |                     |                     |                     | Seattle     | 10                   |                      |                      |    |  |                       |                       |                       |    |  |               |               |               |
|  | 3                   | Minnesota           | 9                   |                     |             |                      |                      |                      |    |  |                       |                       |                       |    |  |               |               |               |
|  | 3                   | Minnesota           | 9                   |                     | 6           | Seattle              | 24                   |                      |    |  |                       |                       |                       |    |  |               |               |               |
|  |                     |                     |                     |                     | 6           | Seattle              | 24                   |                      |    |  |                       |                       |                       |    |  |               |               |               |
|  |                     |                     | 1                   | Caroline            | 31          |                      |                      |                      |    |  |                       |                       |                       |    |  |               |               |               |
|  |                     |                     | 1                   | Caroline            | 31          |                      |                      |                      |    |  |                       |                       |                       |    |  |               |               |               |
|  |                     |                     |                     |                     |             |                      |                      |                      |    |  |                       |                       |                       |    |  |               |               |               |
|  |                     |                     |                     |                     |             |                      |                      |                      |    |  |                       |                       |                       |    |  |               |               |               |
|  |                     |                     |                     |                     |             |                      |                      |                      |    |  |                       | N1                    | Caroline              | 10 |  |               |               |               |
|  |                     |                     |                     |                     |             |                      |                      |                      |    |  |                       |                       |                       |    |  |               |               |               |
|  |                     | A1                  | Denver              | 24                  |             |                      |                      |                      |    |  |                       |                       |                       |    |  |               |               |               |
|  | 5                   | A1                  | Denver              | 24                  | Kansas City | 30                   |                      |                      |    |  |                       |                       |                       |    |  |               |               |               |
|  | 5                   |                     |                     |                     | Kansas City | 30                   |                      |                      |    |  |                       |                       |                       |    |  |               |               |               |
|  | 4                   | Houston             | 0                   |                     |             |                      |                      |                      |    |  |                       |                       |                       |    |  |               |               |               |
|  | 4                   | Houston             | 0                   |                     | 5           | Kansas City          | 20                   |                      |    |  |                       |                       |                       |    |  |               |               |               |
|  |                     |                     |                     |                     | 5           | Kansas City          | 20                   |                      |    |  |                       |                       |                       |    |  |               |               |               |
|  |                     |                     | 2                   | Nouvelle-Angleterre | 27          |                      |                      |                      |    |  |                       |                       |                       |    |  |               |               |               |
|  |                     |                     | 2                   | Nouvelle-Angleterre | 27          |                      |                      |                      |    |  |                       |                       |                       |    |  |               |               |               |
|  |                     |                     |                     |                     |             |                      |                      |                      |    |  |                       |                       |                       |    |  |               |               |               |
|  |                     |                     |                     |                     |             |                      |                      |                      |    |  |                       |                       |                       |    |  |               |               |               |
|  |                     |                     |                     |                     |             |                      | 2                    | Nouvelle-Angleterre  | 18 |  |                       |                       |                       |    |  |               |               |               |
|  | AFC                 |                     |                     |                     |             |                      | 2                    | Nouvelle-Angleterre  | 18 |  |                       |                       |                       |    |  |               |               |               |
|  |                     | 1                   | Denver              | 20                  |             |                      |                      |                      |    |  |                       |                       |                       |    |  |               |               |               |
|  | 6                   | 1                   | Denver              | 20                  | Pittsburgh  | 18                   |                      |                      |    |  |                       |                       |                       |    |  |               |               |               |
|  | 6                   |                     |                     |                     | Pittsburgh  | 18                   |                      |                      |    |  |                       |                       |                       |    |  |               |               |               |
|  | 3                   | Cincinnati          | 16                  |                     |             |                      |                      |                      |    |  |                       |                       |                       |    |  |               |               |               |
|  | 3                   | Cincinnati          | 16                  |                     | 6           | Pittsburgh           | 16                   |                      |    |  |                       |                       |                       |    |  |               |               |               |
|  |                     |                     |                     |                     | 6           | Pittsburgh           | 16                   |                      |    |  |                       |                       |                       |    |  |               |               |               |
|  |                     |                     | 1                   | Denver              | 23          |                      |                      |                      |    |  |                       |                       |                       |    |  |               |               |               |
|  |                     |                     | 1                   | Denver              | 23          |                      |                      |                      |    |  |                       |                       |                       |    |  |               |               |               |
|  |                     |                     |                     |                     |             |                      |                      |                      |    |  |                       |                       |                       |    |  |               |               |               |

(*) Indique les victoires en prolongations.

## Récompenses
À l'issue de la saison, plusieurs récompenses sont remises :
- Meilleur joueur : Cameron Newton, QB, Panthers de la Caroline
- Joueur offensif de l'année : Cameron Newton, QB, Panthers de la Caroline
- Joueur défensif de l'année : J. J. Watt, DE, Texans de Houston
- Rookie offensif de l'année : Todd Gurley, RB, Rams de Saint-Louis
- Rookie défensif de l'année : Marcus Peters, CB, Chiefs de Kansas City
- Entraîneur de l'année : Ron Rivera, Panthers de la Caroline
- Revenant de l'année : Eric Berry, S, Chiefs de Kansas City
- Gagnant du trophée Walter Payton de l'année : Anquan Boldin, WR, 49ers de San Francisco

La classe 2016 du Pro Football Hall of Fame est composée de :
- Eddie DeBartolo Jr, Propriétaire, 49ers de San Francisco
- Tony Dungy, Entraîneur principal, Buccaneers de Tampa Bay/Colts d'Indianapolis
- Brett Favre, QB, Falcons d'Atlanta/Packers de Green Bay/Jets de New York/Vikings du Minnesota
- Kevin Greene, DE/LB, Rams de Saint-Louis/Steelers de Pittsburgh/Panthers de la Caroline/49ers de San Francisco
- Marvin Harrison, WR, Colts d'Indianapolis
- Orlando Pace, OT, Rams de Saint-Louis/Bears de Chicago
- Ken Stabler, QB, Raiders d'Oakland/Oilers de Houston/Saints de La Nouvelle-Orléans
- Dick Stanfel, OG, Lions de Détroit/Redskins de Washington